# Katholieke Vlaamse Hogeschool

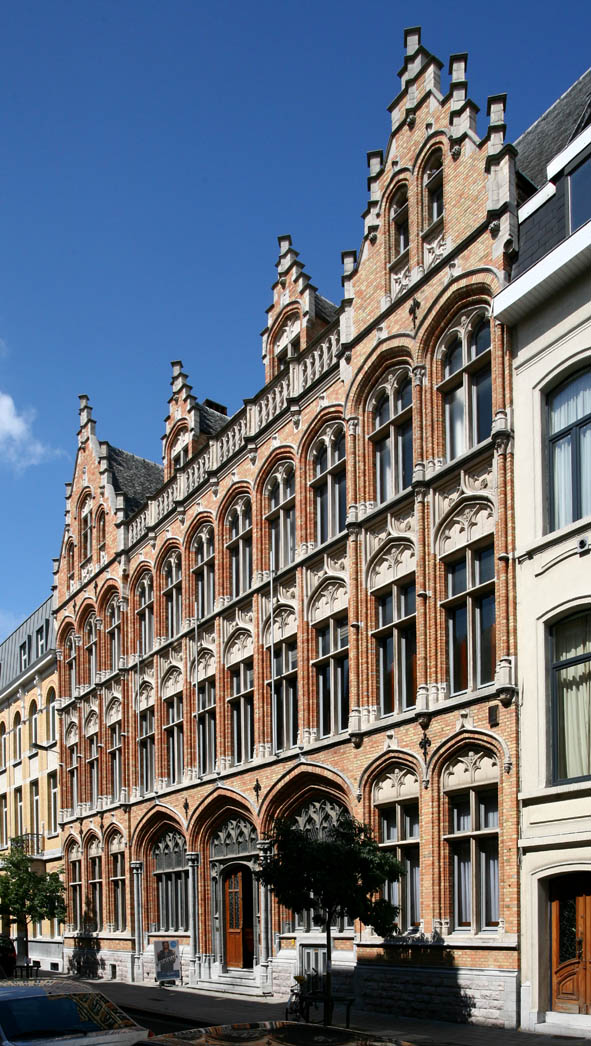
Het gebouw aan de Jozef De Bomstraat

De Katholieke Vlaamse Hogeschool is een voormalige katholieke hogeschool in Antwerpen. In 2000 fuseerde zij tot de Lessius Hogeschool, die later voor wat de professionele bachelors betrof overging in de Hogeschool Thomas More. Sinds 2013 maken de academische opleidingen deel uit van de KU Leuven.

## Geschiedenis
In 1919 stichtte Marie-Elisabeth Belpaire de Katholieke Vlaamse Hogeschool voor Vrouwen onder de auspiciën van de toen nog tweetalige Katholieke Universiteit Leuven. Door (oud-)studenten doorgaans "De Bomstraat" genoemd, omdat ze in de Jozef De Bomstraat de gebouwen betrokken van het aldaar gevestigde Belpaire-instituut, een "deftige" meisjeshumaniora met kostschool. Men wilde meisjes opleidingskansen geven op hogeronderwijsniveau buiten de traditionele onderwijs- en zorgberoepen, in een tijd dat naar de universiteit gaan voor meisjes nog taboe was. Bovendien bestond er toen in Antwerpen nog geen universiteit. Een gelijkaardige instelling ontstond toen ook in Brussel ("Marie Haps").
De hogeschool bood aanvankelijk hogere taalopleidingen aan, met een goede reputatie van de opleiding Frans, wat niet zo verwonderlijk was aangezien men onder andere rekruteerde in de hogere, meestal Franssprekende klasse. Na de Tweede Wereldoorlog kwamen daar opleidingen in Logopedie en in 1952 (onder impuls van de Leuvense professor Albert Kriekemans) Psychologisch assistent bij. In de jaren 90 werd het aanbod uitgebreid met Handelswetenschappen.

## Varia
- Sportjournalist Filip Joos studeerde er af als vertaler-tolk Frans-Italiaans.
- Sportcommentator Luc van Doorslaer, journalist Karl Apers en auteurs Paul Claes en Frans Denissen doceerden er.
- Actrice Viv Van Dingenen studeerde er af als logopediste